# أليكس داير

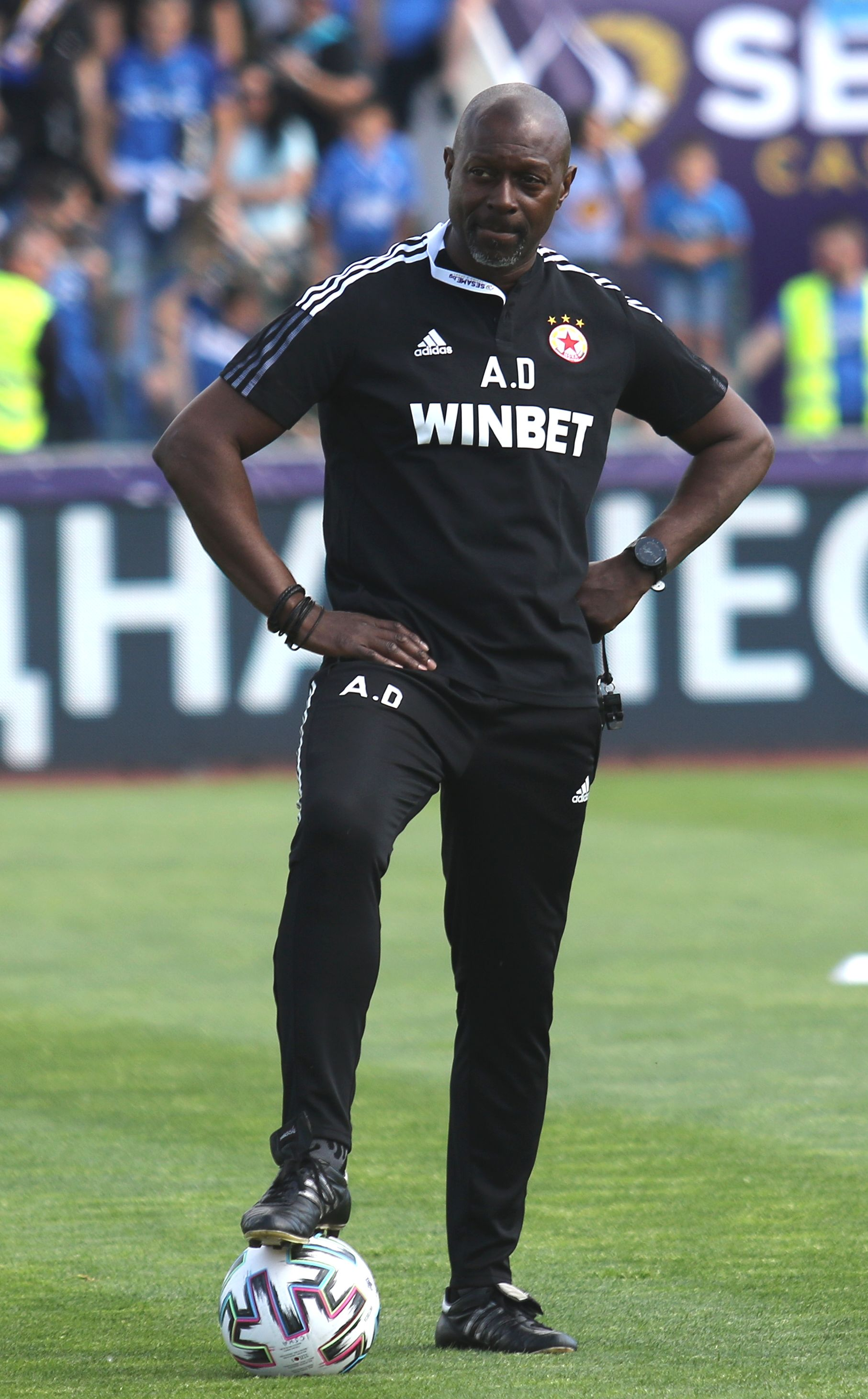

أليكس داير (بالإنجليزية: Alex Dyer)‏ (14 نوفمبر 1965 في المملكة المتحدة - ) هو لاعب كرة قدم بريطاني في مركز الدفاع. لعب مع أكسفورد يونايتد وتشارلتون أثلتيك وكريستال بالاس ونادي بارنت ونادي بلاكبول ونوتس كاونتي وهال سيتي وهدرسفيلد تاون ونادي هايز ونادي مايا ‏ ولينكولن سيتي أف سي ونادي كينغستونيان.

## وصلات خارجية
- أليكس داير على موقع قاعدة بيانات كرة القدم.إي يو (الإنجليزية)